# Seznam finskih smučarskih tekačev
Seznam finskih tekačev na smučeh.

## A
- Anni Alakoski

## C
- Niklas Colliander

## E
- Mari Eder

## H
- Ristomatti Hakola
- Matti Heikkinen
- Eero Hirvonen
- Perttu Hyvärinen

## I
- Jari Isometsä

## J
- Sami Jauhojärvi
- Jasmi Joensuu
- Martti Jylhä

## K
- Jasmin Kähärä
- Siiri Kaijansinkko
- Anni Kainulainen
- Marjatta Kajosmaa
- Osmo Karjalainen
- Toni Ketelä
- Nastassia Kinnunen
- Harri Kirvesniemi
- Marja-Liisa Kirvesniemi
- Anne Kyllönen

## L
- Emmi Lämsä
- Lari Lehtonen
- Lauri Lepistö
- Väinö Liikkanen
- Paavo Lonkila
- Ari Luusua
- Katri Lylynperä

## M
- Kaisa Mäkäräinen
- Joni Mäki
- Mona-Liisa Malvalehto
- Marjo Matikainen-Kallström
- Johanna Matintalo
- Juha Mieto
- Juho Mikkonen
- Laura Mononen
- Pirjo Muranen
- Ari Mustonen
- Mika Myllylä

## N
- Iivo Niskanen
- Kerttu Niskanen
- Vilma Nissinen
- Ville Nousiainen

## O
- Antti Ojansivu

## P
- Krista Pärmäkoski
- Pekka Parviainen
- Anssi Pentsinen
- Kirsi Perälä
- Eveliina Piippo
- Kati Pulkkinen

## R
- Siiri Rantanen
- Juhani Repo
- Hilkka Riihivuori
- Riitta-Liisa Roponen

## S
- Susanna Saapunki
- Aino Kaisa Saarinen
- Veli Saarinen
- Riikka Sarasoja-Lilja
- Virpi Sarasvuo
- Jaana Savolainen
- Jussi Simula
- Matias Strandvall
- Verneri Suhonen

## T
- Hannu Taipale
- Helena Takalo

## V
- Kaisa Varis
- Kari Varis
- Markus Vuorela
- Lauri Vuorinen

## W
- Lydia Wideman